# Dimpaltenga-Peulh
Ne doit pas être confondu avec Dimpaltenga.
Dimpaltenga-Peulh est une localité située dans le département de Koupéla de la province du Kouritenga dans la région Centre-Est au Burkina Faso. 

## Éducation et santé
Le village possède une école sous paillote.